# Agustín Blessing Presinger
Agustín Blessing Presinger CM (ur. 11 maja 1868 w Treffelhausen, zm. 1 lutego 1934) – niemiecki duchowny katolicki posługujący w Kostaryce, wikariusz apostolski Limón 1921-1934.

## Życiorys
Święcenia kapłańskie otrzymał 24 lutego 1894.
16 grudnia 1921 papież Benedykt XV mianował go wikariuszem apostolskim Limón ze stolicą tytularną Tegea. 1 maja 1922 z rąk arcybiskupa Rafaela Otóna Castro Jiméneza przyjął sakrę biskupią. Funkcję sprawował aż do swojej śmierci.
Zmarł 1 lutego 1934.